# Gaz cieplarniany
Gaz cieplarniany, gaz szklarniowy (GHG, z ang. greenhouse gas) – gazowy składnik atmosfery biorący udział w efekcie cieplarnianym.
Gazy cieplarniane przepuszczają większość docierającego do planety elektromagnetycznego promieniowania słonecznego (zwanego krótkofalowym), a pochłaniają promieniowanie podczerwone (zwane długofalowym) z planety. Z powodu utrudnienia ucieczki energii w przestrzeń kosmiczną, średnia temperatura atmosfery i powierzchni planety są podwyższone. W atmosferze ziemskiej gazy cieplarniane obecne są zarówno w wyniku naturalnych procesów, jak i na skutek działalności człowieka.

## Gazy cieplarniane
Do gazów cieplarnianych na Ziemi zalicza się:
- parę wodną (najpowszechniejszy z gazów cieplarnianych w troposferze)
- dwutlenek węgla (CO2)
- metan (CH4)
- freony (CFC)
- podtlenek azotu (N2O)
- halon
- gazy przemysłowe (HFC, PFC, SF6)
- ozon.

Wkład gazu w efekt cieplarniany zależy od jego zdolności pochłaniania promieniowania podczerwonego i stężenia tego gazu w atmosferze. Przykładowo, metan silniej niż dwutlenek węgla pochłania promieniowanie podczerwone, ale w atmosferze jest go znacznie mniej, z czego wynika mniejszy udział tego gazu w efekcie cieplarnianym. Wielkością charakteryzującą możliwość wpływania wybranej substancji na efekt cieplarniany jest potencjał tworzenia efektu cieplarnianego.

## Wkład poszczególnych gazów w efekt cieplarniany na Ziemi

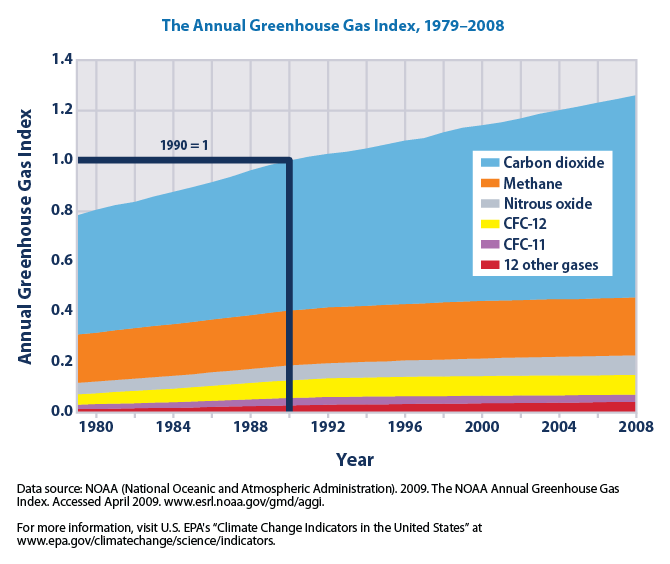
Zawartość gazów cieplarnianych w atmosferze ziemskiej w stosunku do roku 1990

Gazy według ich bezpośredniego wpływu na efekt cieplarniany:
| Związek chemiczny | Wzór chemiczny | Stężenie w atmosferze (w ppm) | Udział (%) |
| --- | -------------- | ----------------------------- | ---------- |
| Para wodna i chmury | H2O            | 10–50,000(A)                  | 36–72%     |
| Dwutlenek węgla | CO2            | ~400                          | 9–26%      |
| Metan | CH4            | ~1.8                          | 4–9%       |
| Ozon | O3             | 2–8(B)                        | 3–7%       |
| Notatka: (A) Ilość pary wodnej znacznie zmienia się w zależności od miejsca i warunków atmosferycznych (B) Stężenie w stratosferze. Około 90% ozonu w atmosferze znajduje się w stratosferze. |                |                               |            |

## Koncentracje i emisje gazów cieplarnianych na Ziemi

### Para wodna (H2O)
Głównym źródłem pary wodnej w atmosferze jest parowanie globalnego oceanu, mniejszych zbiorników wodnych (morza, jeziora) i roślinności (transpiracja). Zawartość pary wodnej w atmosferze zależy od jej średniej temperatury: w przypadku wzrostu temperatury koncentracja pary wodnej rośnie, w przypadku ochłodzenia - spada. Niektórzy uważają, że człowiek nie jest w stanie trwale wpłynąć na średnią koncentrację pary wodnej w atmosferze: ewentualne niedobory zostaną szybko uzupełnione przez parowanie z ogromnego rezerwuaru, jakim jest ocean, ewentualne lokalne nadwyżki (np. związane z użyciem chłodni kominowych) skończą się powstaniem zachmurzenia, opadów i wycofaniem nadmiaru pary z atmosfery. Bezspornym jest fakt, że podczas spalania człowiek wytwarza parę wodną podobnie jak dwutlenek węgla, a podgrzewanie ziemi i atmosfery zwiększa zawartość pary wodnej w powietrzu - wzrost prężności pary wodnej jest wyraźnie widoczny w zakresie temperatur 0 do +40 st. C (Sienko MJ, Plane RA: Chemia - Podstawy i zastosowania. Warszawa: Wydawnictwa Naukowo-Techniczne, 1993). Protokół z Kyoto 1997 (załącznik A) arbitralnie wyłączył parę wodną z grupy gazów cieplarnianych (https://isap.sejm.gov.pl/isap.nsf/download.xsp/WDU20052031684/O/D20051684.pdf)  

### Dwutlenek węgla (CO2)
Badania rdzeni lodowych pokazują, że w ciągu ostatnich 800 000 lat (do czasu rewolucji przemysłowej) koncentracja dwutlenku węgla w atmosferze wahała się w granicach od 170ppm (podczas epok lodowych) do 300ppm (podczas interglacjałów). Badania rdzeni antarktycznych pokazują jednak, że wzrost temperatury nie jest ściśle powiązany czasowo ze zmianami stężenia dwutlenku: przed ostatnim zlodowaceniem (415-416 tys. lat p.n.e.) temperatura zaczęła spadać, a stężenie dwutlenku węgla przez kilkaset lat nadal rosło (projekt EPICA), podobnie korelacja temperatura/CO2 była zaburzona 12-18 tys. lat temu  (Stocker T. 2022. High-resolution reconstruction of atmospheric CO2 concentrations during the last interglacial based on the EDC ice core). Od roku 1750 człowiek doprowadził do znacznego zwiększenia stężenia dwutlenku węgla i innych gazów cieplarnianych w atmosferze. Według danych Światowej Organizacji Meteorologicznej, w roku 2017 koncentracja dwutlenku węgla wyniosła 405,5±0,1 ppm (wzrost o 46% czyli ok. 127 ppm względem roku 1750).

#### Źródła naturalne
Ilość dwutlenku węgla wydzielanego do atmosfery ziemskiej ze źródeł naturalnych jest 20 razy większa od emisji pochodzenia antropogenicznego (związanej z aktywnością ludzką). Występowanie innych od powyższych danych wynika z odmiennego zdefiniowania naturalnych źródeł emisji gazów cieplarnianych. Antropogeniczna emisja dwutlenku węgla jest pięciokrotnie mniejsza od naturalnej, zdefiniowanej jako działalność wulkaniczna i procesy zachodzące w glebie. Naturalne emisje dwutlenku węgla są kompensowane przez naturalne procesy jego pochłaniania, takie jak np. wietrzenie skał i fotosynteza. W efekcie przed początkiem okresu masowego spalania paliw kopalnych przez człowieka ilości dwutlenku węgla dostarczanego i odbieranego z atmosfery równoważyły się, przez co jego stężenie atmosferyczne pozostawało na poziomie 260–280 ppm w czasie 10 000 lat między maksimum ostatniego zlodowacenia a początkiem rewolucji przemysłowej.
Do naturalnych źródeł emisji dwutlenku węgla zalicza się między innymi:
- zbiorniki wodne (uwalnianie rozpuszczonego w niej CO2),
- aktywność biologiczną flory i fauny (oddychanie i procesy rozkładu - w tym reakcje chemiczne w glebie i torfowiskach),
- aktywność wulkaniczną – emisje gazów. Wielkości emisji gazów wulkanicznych różnią się znacznie w czasie[16].

#### Źródła antropogeniczne
Do źródeł emisji powodowanych działalnością człowieka zalicza się przede wszystkim:
- spalanie paliw kopalnych,
- produkcję cementu i innych substancji z węglanów,
- użytkowanie lądu, szczególnie wylesianie lub wysuszanie mokradeł[18].

Ogólnoświatowa emisja dwutlenku węgla związana ze spalaniem paliw kopalnych i produkcją cementu wyniosła w roku 2017 36,2 mld t (27% Chiny, 15% USA, 10% Unia Europejska, 7% Indie, 42% reszta świata). 40% tych emisji związane było z użyciem węgla kamiennego, 35% - ropy naftowej, 20% - gazu ziemnego, 4% - z produkcją cementu a 1% - z pochodniami gazowymi. Emisja CO2 w 2017 wzrosła o 1,6% w stosunku do 2016 roku.
Emisje związane ze zmianami użytkowania terenu (wylesianiem, wysuszaniem mokradeł itd.) wyniosły w roku 2017 ok. 5,13 mld t.
W Unii Europejskiej w 2005 r. z ogólnej emisji 4543 mln t na sektor energetyczny przypadło 1569,4 mln t; transport 1246,6 mln t; przemysł 942,9 mln t; gospodarstwa domowe 482,0 mln t; usługi 276,5 mln t; inne 26,0 mln t.
Ogółem emisja CO2 od roku bazowego protokołu z Kioto (1990) wzrosła ok. 49%.

##### Polska
Nie uwzględniając użytkowania lasów i gruntów emisja CO2 w 1988 r. była najwyższa i osiągnęła 565 mln t ekwiwalentu CO2. W latach 1988–1990 emisja ta spadła do 454 mln t ekwiwalentu CO2 rocznie. Od 1999 r. poziom ten nie przekracza 400 mln t ekwiwalentu CO2 rocznie. W roku 2017 polskie emisje związane ze spalaniem paliw kopalnych i produkcją cementu wyniosły w sumie ok. 322 mln t CO2 (za 62% odpowiadało spalanie węgla, 24% - ropy, 12% - gazu, 2% - produkcja cementu).

### Metan (CH4)
Wraz z nastaniem rewolucji przemysłowej rozpoczął się szybki wzrost koncentracji metanu w atmosferze. W połowie lat osiemdziesiątych XX wieku, gdy stężenie gazu osiągnęło 1650 ppb, wzrost spowolnił, a między rokiem 2000 i 2006 r. całkowicie ustał. Od roku 2006 ponownie obserwuje się jednak wzrost koncentracji metanu w atmosferze: według danych Światowej Organizacji Meteorologicznej, w roku 2017 stężenie CH4 wyniosło 1859±2 ppb (wzrost o 157% czyli ok. 1138 ppb względem roku 1750). Przyczyny ostatniego przyrostu ilości metanu w atmosferze są tematem badań. Analizy składu izotopowego wskazują, że jest on efektem aktywności bakterii (np. w bagnach, zbiornikach słodkiej wody, na wysypiskach i w związku z rolnictwem).

#### Źródła naturalne
Do naturalnych źródeł metanu zalicza się przede wszystkim:
- mokradła[18][27],
- źródła geologiczne (naturalne uwalnianie metanu z głębi Ziemi),
- wody słodkie (gnicie szczątków organicznych),
- termity,
- pożary roślinności,
- wieloletnią zmarzlinę i klatraty metanu[28].

W latach 2003–2012 średnie roczne emisje metanu z mokradeł wyniosły prawdopodobnie 167 (między 127 a 202) mln ton CH4, a z pozostałych źródeł naturalnych w sumie 64 (między 21 a 132) mln ton CH4.

#### Źródła antropogeniczne
Do źródeł metanu związanych z działalnością człowieka zalicza się przede wszystkim:
- wydobycie i użycie paliw kopalnych,
- hodowlę przeżuwaczy,
- wysypiska i odpady,
- pola ryżowe,
- spalanie biomasy.

W latach 2003–2012 średnie roczne emisje metanu związane z wydobyciem i użyciem paliw kopalnych wyniosły prawdopodobnie 105 (między 77 a 133) mln ton CH4, a związane z rolnictwem - 188 (między 115 a 243) mln ton.

### Podtlenek azotu (N2O)
Według danych Światowej Organizacji Meteorologicznej w roku 2017 średnia koncentracja podtlenku azotu wyniosła 329,9±0,1ppb, czyli o 22% więcej niż w czasach przed rewolucją przemysłową. Najistotniejszym źródłem tego związku jest rolnictwo – nawozy azotowe niepobrane przez rośliny są przekształcane przez mikroorganizmy w tlenek azotu.